# Kållands-Råda församling
Kållands-Råda församling är en församling i Kålland-Kinne kontrakt i Skara stift. Församlingen ligger i Lidköpings kommun i Västra Götalands län och ingår sedan 2014 i Södra Kållands pastorat.

## Administrativ historik
Församlingen bildades 2006 genom sammanslagning av Råda, Mellby och Kållands-Åsaka församlingar och utgjorde därefter till 2014 ett eget pastorat. Från 2014 ingår församlingen i Södra Kållands pastorat.

## Kyrkor
- Kållands-Åsaka kyrka
- Mellby kyrka
- Råda kyrka